# Isochromodes peculiaris
Isochromodes peculiaris är en fjärilsart som beskrevs av Butler 1881. Isochromodes peculiaris ingår i släktet Isochromodes och familjen mätare. Inga underarter finns listade i Catalogue of Life.